# 文明 (明朝)
文明（1481年—1549年），字用晦、用誨，號沃焦，錦衣衛旗籍江西萍鄉縣（今江西萍鄉市）人，明朝政治人物。

## 生平
弘治十七年（1504年）甲子科順天府鄉試第十二名舉人。正德十二年（1517年）中式丁丑科會試第一百九名，登第二甲第八名進士。礼部观政，授刑部主事，在刑部任官，并曾在1519年的正德南巡之争中遭杖刑。历官刑部员外郎、郎中，出为湖广按察司副使，嘉靖十一年（1532年）四月升本布政使司右参政，十二年七月升陕西按察使，十四年七月升本省右布政使，十六年（1537年）遷浙江左布政使，十八年六月升應天府府尹，十月升任南京右副都御史，总督南京粮储，為官廉潔。升南京刑部右侍郎，二十一年十月改北工部右侍郎，嘉靖二十六年（1547年）二月擔任工部尚書。嘉靖二十八年（1549年）去世。亦通医道。

## 家族
曾祖文覺；祖父文信；父文政。前母吳氏；母沈氏。永感下。